# Don Jazzy
 (juin 2025).
Si vous disposez d'ouvrages ou d'articles de référence ou si vous connaissez des sites web de qualité traitant du thème abordé ici, merci de compléter l'article en donnant les références utiles à sa vérifiabilité et en les liant à la section « Notes et références ».
Michael Collins Ajereh (né le 26 novembre 1982), connu professionnellement sous le nom de Don Jazzy, est un chanteur et producteur de disques nigérian. Il est le fondateur et le PDG de Mavin Records. Don Jazzy était copropriétaire du label Mo' Hits Records, aujourd'hui disparu, avec D'banj.

## Enfance et éducation
Don Jazzy est né Micheal Collins Ajereh à Umuahia, dans l'État d'Abia, le 26 novembre 1982, fils de Collins Enebeli Ajereh et de Mme Ajereh. Son père est originaire d'Isoko dans l'État du Delta. Sa mère est une princesse Igbo de l'État d'Abia et son père est un membre du peuple Isoko.
La famille d'Ajereh a déménagé à Ajegunle au Lagos, où Don Jazzy a été élevé. Il a fait ses études au lycée mixte, Federal Government College Lagos. Don Jazzy s'intéresse très tôt à la musique et, à l'âge de 12 ans, il commence à jouer de la guitare basse et du piano. Il acquiert également des connaissances sur les instruments traditionnels et les percussions.
Don Jazzy s'inscrit en gestion des affaires et étudie à l'Université Ambrose Alli, à Ekpoma, dans l'État d'Edo. 
En 2000, l'oncle de Don Jazzy l'invite à jouer de la batterie pour une église locale à Londres, ce qui constitue sa première visite à Londres. Don Jazzy trouve un emploi chez McDonald's comme agent de sécurité. Il a continué à s'intéresser à la musique, s'associant avec Solek, JJC Skillz, Kas, Jesse Jagz, The 419 Squad et D'Banj,,.

## Mo' Hits records et GOOD music
En 2004, Don Jazzy a collaboré avec D'Banj pour créer Mo' Hits Records. Au cours des deux années suivantes, Don Jazzy a produit les albums No Long Thing et Rundown/Funk You Up. À cette époque, Don Jazzy a développé une introduction reconnaissable, It's Don Jazzy Again!.
En 2008, Don Jazzy a été crédité dans la production de The Entertainer par D'Banj. Il a également contribué à la production de Mushin 2 MoHits de Wande Coal, un album qui a été décrit comme l'un des meilleurs albums jamais sortis du Nigeria.
En 2011, Don Jazzy a été employé par Kanye West en tant que producteur chez Very Good Beatz. Don Jazzy a travaillé avec Jay-Z et Kanye West sur la production de Lift Off, avec Beyoncé sur l'album Watch The Throne qui est sorti le 8 août 2011. En mars 2012, Don Jazzy et D'Banj ont confirmé leur rupture en invoquant des différences artistiques,,,.

## Mavin Records
Le 7 mai 2012, Don Jazzy a annoncé la création d'un nouveau label de disques, Mavin Records. Il a déclaré : 
Je vois Mavin Records devenir la centrale de la musique en Afrique dans les plus brefs délais. 
Le 8 mai 2012, il a sorti un album présentant les artistes signés sur son label. Les chansons de l'album comprenaient : Amarachi, Forever, Oma Ga, Take Banana and Chocolate, YOLO et l'hymne I'm a MAVIN. Mavin records signe la chanteuse Tiwa Savage.
Don Jazzy a construit une plateforme de réseau social appelée "Marvin League" pour compléter et commercialiser son label. Le 5 novembre 2013, Ajereh a eu un conflit avec un artiste, Wande Coal qui a quitté le label deux jours plus tard.
En septembre 2014, Ajereh a produit une chanson nigériane militante sociale avec Reekado Banks et Di'Ja intitulée Arise. Lors des Headies Awards 2015, Ajereh s'est disputée avec Olamide. Les deux n'étaient pas d'accord sur qui aurait dû remporter le prix "Next Rated". Lil Kesh de YBNL records a perdu face à Reekado Banks, l'artiste d'Ajereh. Le gagnant du prix a reçu une voiture. Des excuses des deux côtés ont été postées par la suite.
Après le départ de Reekado Banks du label Mavin Records, Don Jazzy a déclaré qu'il faisait toujours partie de la famille et ne lui a souhaité que du succès dans sa carrière, tout en le remerciant pour le temps passé avec Mavin Records. En 2019, il a signé Rema et plus tard, en 2020, il a signé Ayra Starr dans le label Mavins Record. En 2021, il annonce un nouvel artiste, Magixx. Le 7 avril 2021, il a révélé pourquoi il n'a jamais signé Davido,,.

## Apparition au cinéma
En 2012, Don Jazzy est apparu dans le film The Last 3 Digits de Moses Inwang à Nollywood. Inwang a également choisi Ali Baba, A.Y., Nonso Diobi et Dr SID,,.

## Récompenses
- Nigerian Music Awards (2006) - Producteur de l'année.
- Nigerian Entertainment Awards (2007) - Producteur de musique de l'année.
- The Headies 2011 - Producteur de l'année pour Over The Moon, Mr Endowed et Pop Something[16].
- The Headies 2014 - Producteur de l'année pour Dorobucci[17].
- City People Entertainment Award (2015) - prix de reconnaissance spéciale[18].
- The Beatz Award TM (2019) - Producteur nouvelle découverte[19].

## Vie personnelle
Don Jazzy a épousé Michelle Jackson en 2003. Il affirme qu'ils ont tous deux eu des problèmes en raison de sa nature ambitieuse et ont ensuite divorcé environ deux ans après leur mariage. Cependant, il ne prévoit pas de se remarier prochainement car il craint que son amour et son dévouement à la musique ne blessent à nouveau quelqu'un.
Ajereh a un frère cadet, D'Prince. En juillet 2022, il a annoncé le décès de sa mère via sa page Instagram à cause du cancer,.